# Kajetan Kajetanowicz

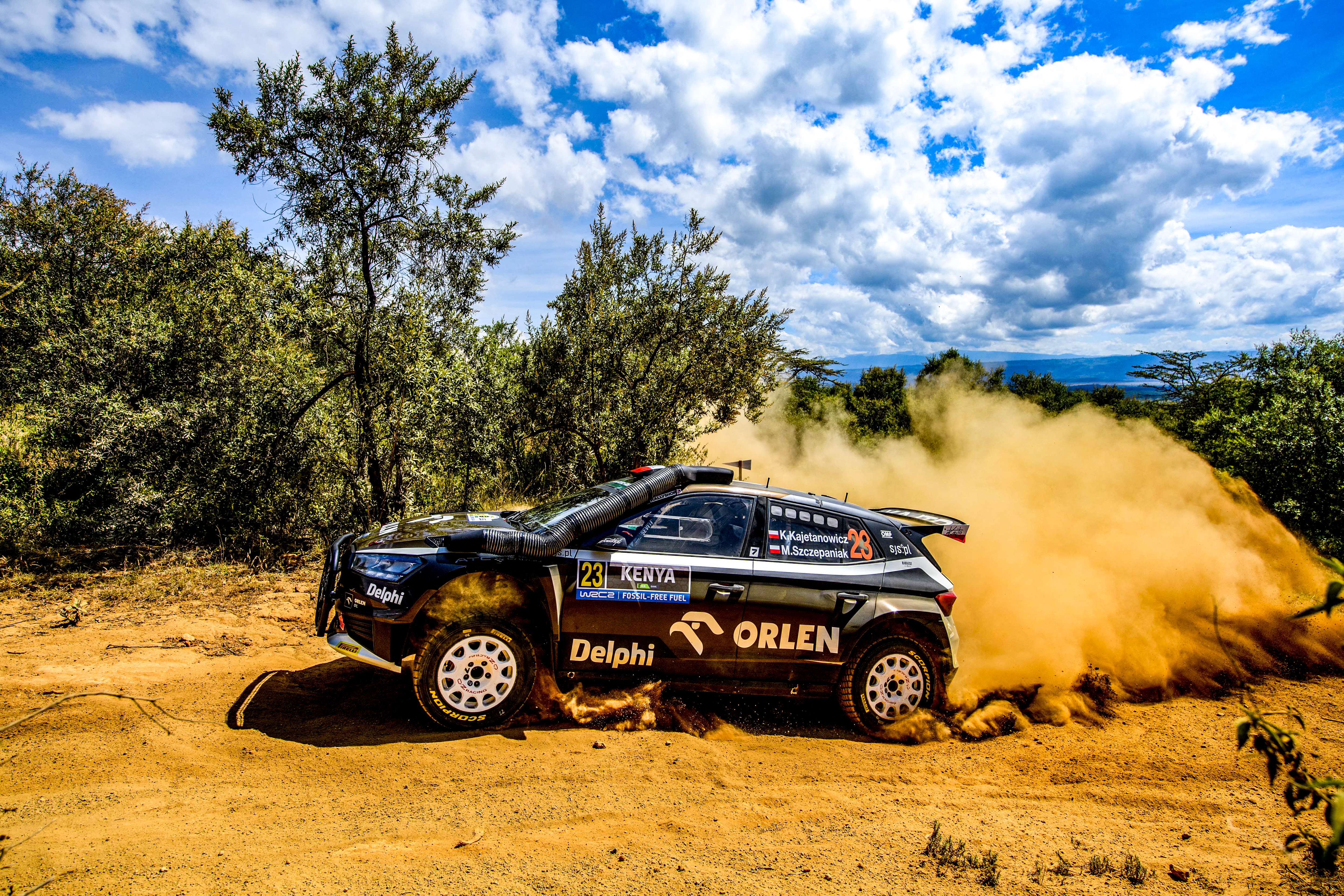
Kajetan Kajetanowicz podczas Rajdu Safari 2024, w którym zajął 3 miejsce w swojej kategorii.

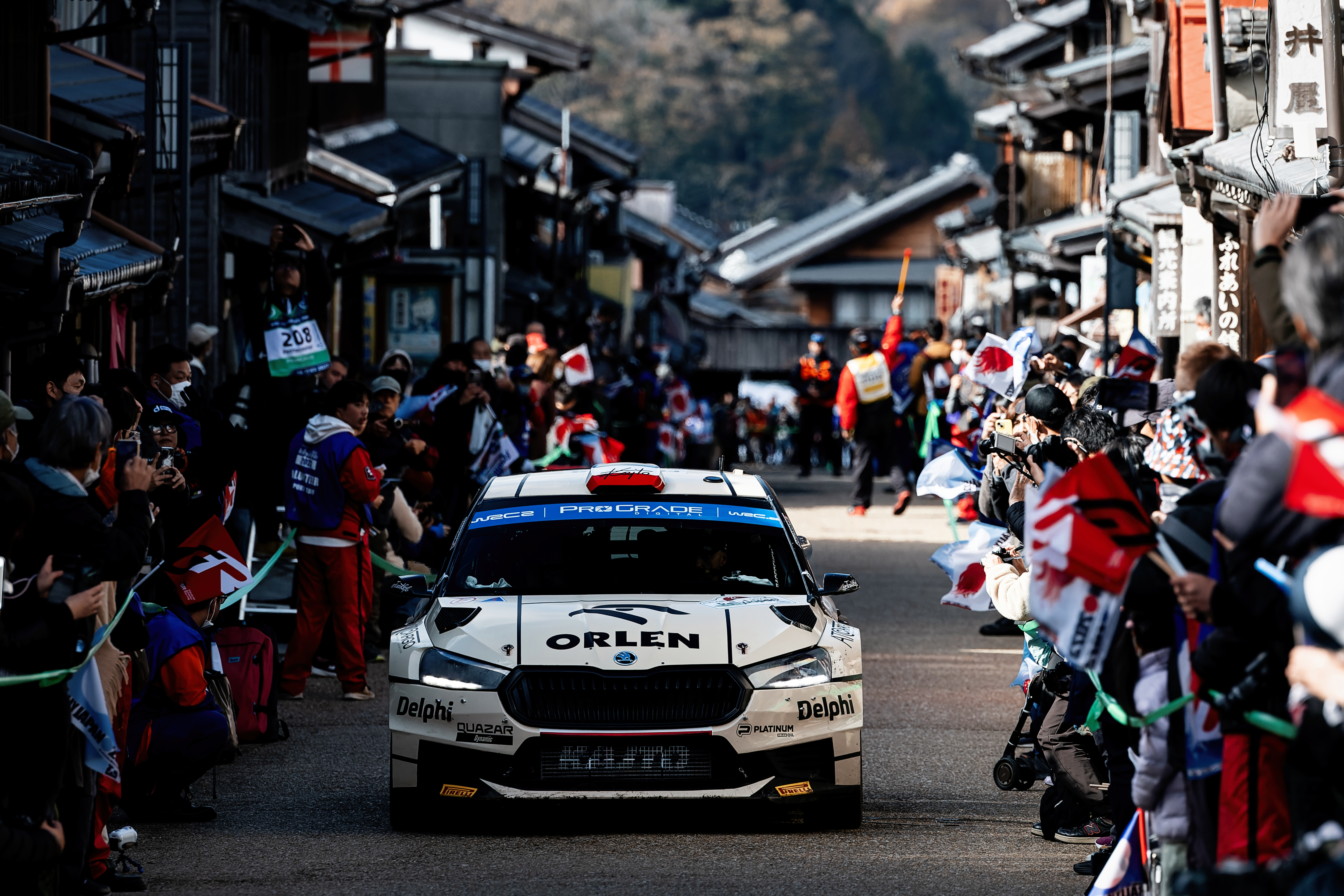
Kajetan Kajetanowicz podczas Rajdu Japonii 2023, który zakończył na podium i zdobył tytuł mistrza świata WRC2 Challenger 2023.

Kajetan Kajetanowicz (ur. 5 marca 1979 w Cieszynie) – polski kierowca rajdowy, mistrz świata WRC2 Challenger 2023, sześć lat z rzędu na podium Rajdowych Mistrzostw Świata WRC, trzykrotny rajdowy mistrz Europy, czterokrotny rajdowy mistrz Polski, trzykrotny zwycięzca Rajdu Polski. Wicemistrz Świata WRC-2 2019 i WRC-3 2021 oraz II Wicemistrz Świata WRC-3 2020, WRC-2 2022, WRC2C 2024. Ośmiokrotny zwycięzca Rajdu Barbórka, dziewięciokrotny zwycięzca Kryterium Karowa. Najbardziej utytułowany polski kierowca rajdowy.

## Przebieg kariery
W rajdach zadebiutował w 2000 startem Fiatem 126p w Rajdzie Cieszyńska Barbórka, którego jednak nie ukończył. W Rajdowych Samochodowych Mistrzostwach Polski pierwszy raz wystartował w 2003 w Rajdzie Śląskim, gdzie zajął pierwsze miejsce w klasie N2, startując Peugeotem 106 Rally. W 2005 rozpoczął starty w Pucharze Peugeota. Wygrał sześć z ośmiu eliminacji i w końcowej klasyfikacji uplasował się na drugim miejscu.
Od 2006 startuje w klasie N4. W 2008 zdobył tytuł Wicemistrza Polski, będąc jednocześnie najszybszym Polakiem w RSMP. W 2009 został kierowcą w zespole Subaru Poland Rally Team, startując za kierownicą Subaru Impreza N14 zajął czwarte miejsce w klasyfikacji generalnej RSMP. W latach 2010−2013, startując Subaru Impreza, cztery razy z rzędu wywalczył tytuł Mistrza Polski w klasyfikacji generalnej Rajdowych Samochodowych Mistrzostw Polski. W 2013 został odznaczony Srebrnym Krzyżem Zasługi. W 2015, startując z Jarosławem Baranem Fordem Fiesta R5 ze stajni M-SPORT w barwach LOTOS Rally Team, wywalczył tytuł Mistrza Europy, a w 2016 i 2017 obronił tytuł.
W sezonie 2018 rozpoczął starty w Rajdowych Mistrzostwach Świata w klasie WRC2. W 2019 wywalczył tytuł Wicemistrza Świata WRC2 i od tego czasu nie schodzi z podium. W kolejnych latach zajmował: trzecie miejsce w 2020 (WRC3), drugie w 2021 (WRC3) oraz trzecie w 2022 roku (WRC2).
W sezonie 2023 kontynuował starty w Rajdowych Mistrzostwach Świata w klasie WRC2. Wspólnie z pilotem Maciejem Szczepaniakiem stanęli 3 razy na podium w WRC2, zajmując trzecie miejsce na Rajdzie Sardynii i Rajdzie Europy Centralnej oraz wygrywając klasę w Rajdzie Safari. W klasyfikacji generalnej kierowców WRC w sezonie 2023 zajęli 16. miejsce, natomiast w WRC2 uplasowali się na 5. miejscu. Wynik ten pozwolił im sięgnąć po zwycięstwo w klasyfikacji końcowej WRC2 Challenger.
W roku 2024 Kajetanowicz kontynuował starty w Rajdowych Mistrzostwach Świata z pilotem Maciejem Szczepaniakiem, z którym na koniec sezonu po raz szósty z rzędu stanęli na podium. Załoga ORLEN Rally Team w klasie WRC2 Challenger wygrała Rajd Safari, triumfując w Kenii po raz trzeci z rzędu, zajęła drugie miejsce w Rajdzie Chile i trzecie w Rajdzie Grecji. Najwięcej emocji Kajto z Maćkiem dostarczyli kibicom swoją szybką i widowiskową jazdą w trakcie ORLEN 80. Rajdu Polski. 

## Zdobyte tytuły
2008
- I Wicemistrz Polski w klasyfikacji generalnej RSMP
- Mistrz Polski w klasyfikacji Grupy N

2009
- I Wicemistrz Polski w klasyfikacji Grupy N

2010
- Mistrz Polski w klasyfikacji Grupy N
- Mistrz Polski w klasyfikacji generalnej RSMP

2011
- Mistrz Polski w klasyfikacji generalnej RSMP

2012
- Mistrz Polski w klasyfikacji generalnej RSMP
- Mistrz Polski w klasyfikacji klasy 2

2013
- Mistrz Polski w klasyfikacji generalnej RSMP
- Wygranie Kryterium Asów na Karowej

2014
- ERC Gravel Master
- Wygranie Kryterium Asów na Karowej

2015
- ERC Ice Master
- ERC Gravel Master
- Rajdowy Mistrz Europy
- Wygranie Kryterium Asów na Karowej

2016
- Rajdowy Mistrz Europy
- Wygranie Kryterium Asów na Karowej

2017
- Rajdowy Mistrz Europy
- Wygranie Kryterium Asów na Karowej

2018
- Wygranie Kryterium Asów na Karowej

2019
- Wicemistrz Świata WRC2
- Wygranie Kryterium Asów na Karowej

2020
- II Wicemistrz Świata WRC3

2021
- Wicemistrz Świata WRC3
- Wygranie Kryterium Asów na Karowej

2022
- II Wicemistrz Świata WRC2

2023
- Zwycięzca WRC2 Challenger

2024
- II Wicemistrz Świata WRC2 Challenger

## Piloci
- 2005−2006: Aleksandra Masiuk
- 2007−2008: Maciej Wisławski
- 2009: Jacek Rathe, Jarosław Baran
- 2010−2017: Jarosław Baran
- od 2018: Maciej Szczepaniak

## Samochody
- 2000–2001: Fiat 126p
- 2002: Fiat Cinquecento
- 2002–2003: Fiat Seicento
- 2003: Peugeot 106
- 2004–2005: Peugeot 206
- 2005: Peugeot 206 S1600
- 2006: Subaru Impreza N11

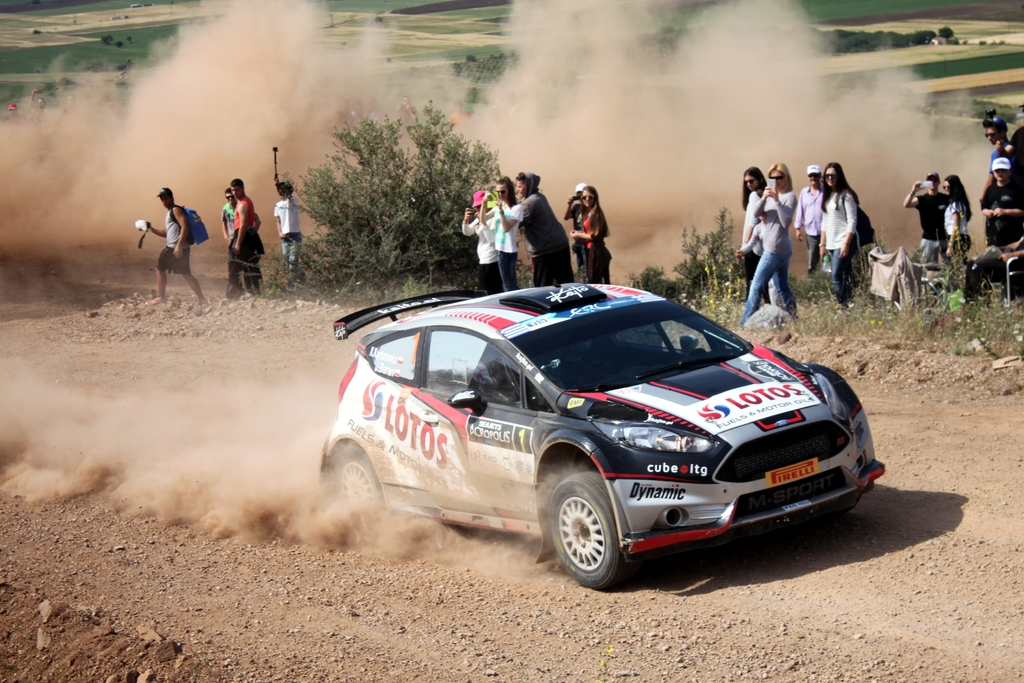
Kajetan Kajetanowicz podczas Rajdu Akropolis w roku 2016 wygrał 8 z 12 oesów

- 2007–2008: Mitsubishi Lancer Evolution Evo IX
- 2009: Subaru Impreza N14
- 2010: Subaru Impreza TMR10
- 2011: Subaru Impreza TMR10 N4 i Subaru Impreza TMR10 R4
- 2012: Subaru Impreza TMR10 R4
- 2013: Subaru Impreza, Ford Fiesta R5
- 2014–2018: Ford Fiesta R5
- 2019: Volkswagen Polo GTI R5[4]
- 2020–2023: Škoda Fabia Rally2 evo
- 2023: Škoda Fabia RS Rally2

## Starty

### Sezon 2000
- Rajd Cieszyńska Barbórka, wypadnięcie z trasy – Fiat 126p

### Sezon 2001
- Rajd Pokale-Imielin, 59. miejsce – Fiat 126p
- Rajd Cieszyńska Barbórka, 25. miejsce (1. w kl. A0) – Fiat 126p

### Sezon 2002
- Rajd Ziemi Lubelskiej, 4. miejsce w kl. N0 – Fiat Cinquecento
- Rajd Preem, 8. miejsce w kl. N0 – Fiat Seicento
- Rajd Pokale-Imelin, 4. miejsce w kl. N0 – Fiat Seicento
- Rajd Śnieżki, 2. miejsce w kl. N0 – Fiat Seicento
- Rajd Bałtyku, 1. miejsce w kl. N0 – Fiat Seicento
- Rajd Hillclimbing, 1. miejsce w kl. N0 (3. w kl. generalnej) – Fiat Seicento
- Rajd Cieszyńska Barbórka, 1. miejsce w kl. N0 – Fiat Seicento
- Rajd Krosno, wykluczenie – Fiat Seicento

### Sezon 2003
- Rajd Śląski, 1. miejsce w kl. N2 – Peugeot 106
- Rajd Nikon, 1. miejsce w kl. N0 – Fiat Seicento

### Sezon 2004
- Rajd Cieszyńska Barbórka, 1. miejsce w kl. A6 – Peugeot 206

### Sezon 2005
- Rajd Mazowiecki, 1. miejsce w kl. A6 – Peugeot 206
- Rajd Elmot, 1. miejsce w RPP – Peugeot 206
- Rajd Polski, 2. miejsce w RPP – Peugeot 206
- Rajd Strzeliński, 2. miejsce w kl. Gości (1. w RPP) – Peugeot 206
- Rajd Nikon, 1. miejsce w RPP – Peugeot 206
- Rajd Rzeszowski, 1. miejsce w RPP – Peugeot 206
- Rajd Warszawski, awaria techniczna – Peugeot 206
- Rajd Zamkowy, 2. miejsce – Peugeot 206 S1600
- Rajd Cieszyńska Barbórka, 2. miejsce w kl. Gości – Peugeot 206

### Sezon 2006
- Rajd Elmot, wypadnięcie z trasy – Subaru Impreza N11
- Rajd Polski, 8. miejsce (6. w RSMP) – Subaru Impreza N11
- Rajd Subaru, 6. miejsce – Subaru Impreza N11
- Rajd Bohemia, 48. miejsce – Subaru Impreza N11
- Rajd Rzeszowski, 4. miejsce – Subaru Impreza N11

### Sezon 2007
- Rajd Elmot, 1. miejsce – Mitsubishi Lancer Evo IX
- Rajd Polski, 31. miejsce – Mitsubishi Lancer Evo IX
- Rajd Subaru, urwane koło – Mitsubishi Lancer Evo IX
- Rajd Lotos, 7. miejsce – Mitsubishi Lancer Evo IX
- Rajd Rzeszowski, 4. miejsce – Mitsubishi Lancer Evo IX
- Rajd Nikon, 4. miejsce – Mitsubishi Lancer Evo IX
- Rajd Orlen, uszkodzone zawieszenie – Mitsubishi Lancer Evo IX

### Sezon 2008
- Rajd Magurski, 4. miejsce – Mitsubishi Lancer Evo IX
- Rajd Krakowski, 2. miejsce – Mitsubishi Lancer Evo IX
- Rajd Elmot, 2. miejsce – Mitsubishi Lancer Evo IX
- Rajd Polski, 5. miejsce – Mitsubishi Lancer Evo IX
- Rajd Subaru, wycofanie – Mitsubishi Lancer Evo IX
- Rajd Rzeszowski, 3. miejsce – Mitsubishi Lancer Evo IX
- Rajd Karkonoski, 2. miejsce – Mitsubishi Lancer Evo IX
- Rajd Orlen, 4. miejsce – Mitsubishi Lancer Evo IX
- Rajd Dolnośląski, 4. miejsce – Mitsubishi Lancer Evo IX
- Rajd Cieszyńska Barbórka, 1. miejsce w kl. Gości – Mitsubishi Lancer Evo IX
- Rajd Barbórka, 8. miejsce – Mitsubishi Lancer Evo IX

### Sezon 2009
- Rajd Elmot, 1. miejsce – Subaru Impreza N14
- Rajd Lotos, 5. miejsce – Subaru Impreza N14
- Rajd Karkonoski, 4. miejsce – Subaru Impreza N14
- Rajd Rzeszowski, 3. miejsce – Subaru Impreza N14
- Rajd Orlen, 18. miejsce – Subaru Impreza N14
- Rajd Dolnośląski, 1. miejsce – Subaru Impreza N14
- Rajd Barbórka, 27. miejsce – Subaru Impreza N14

### Sezon 2010
- Rajd Elmot, 7. miejsce – Subaru Impreza N15
- Rajd Lotos, 1. miejsce – Subaru Impreza N15
- Rajd Polski, 1. miejsce – Subaru Impreza N15
- Rajd Ypres, awaria techniczna – Subaru Impreza N15
- Rajd Bohemia, 7. miejsce (3. w RSMP) – Subaru Impreza N15
- Rajd Rzeszowski, 2. miejsce – Subaru Impreza N15
- Rajd Warszawski, 1. miejsce – Subaru Impreza N15
- Rajd Koszyc, 3. miejsce – Subaru Impreza N15
- Rajd Dolnośląski, 2. miejsce – Subaru Impreza N15

### Sezon 2011
- Rajd Lotos, 1. miejsce – Subaru Impreza N16
- Rajd Świdnicki, 4. miejsce – Subaru Impreza N16
- Rajd Karkonoski, 2. miejsce – Subaru Impreza N16
- Rajd Rzeszowski, 19. miejsce – Subaru Impreza N16
- Rajd Dolnośląski, 2. miejsce – Subaru Impreza N16
- Rajd Polski, 1. miejsce – Subaru Impreza N16
- Rajd Koszyc, 5. miejsce (2. w RSMP) – Subaru Impreza N16

### Sezon 2012
- Rajd Lotos, 1. miejsce – Subaru Impreza WRX STI spec.C 2010 R4
- Rajd Świdnicki, 1. miejsce – Subaru Impreza WRX STI spec.C 2010 R4
- Rajd Karkonoski, 1. miejsce – Subaru Impreza WRX STI spec.C 2010 R4
- Rajd Rzeszowski, 1. miejsce – Subaru Impreza WRX STI spec.C 2010 R4
- Rajd Koszyc, 1. miejsce – Subaru Impreza WRX STI spec.C 2010 R4
- Rajd Polski, 4. miejsce – Subaru Impreza WRX STI spec.C 2010 R4
- Rajd Dolnośląski, 1. miejsce – Subaru Impreza WRX STI spec.C 2010 R4

### Sezon 2013
- ERC Rajd Janner, 6.miejsce – Subaru Impreza R4
- Memoriał J.Kuliga i M.Bublewicza, 1.miejsce – Mitsubishi Lancer "Ultraleggera "
- RSMP Rajd Świdnicki, 1. miejsce – Subaru Impreza R4
- RSMP Rajd Wisły, 1. miejsce – Subaru Impreza R4
- RSMP Rajd Karkonoski, 1. miejsce – Subaru Impreza R4
- RSMP Rajd Rzeszowski, 1. miejsce – Subaru Impreza R4
- RSMP Rajd Kauno Ruduo, 1. miejsce – Subaru Impreza R4
- ERC Rajd Polski, 1. miejsce – Ford Fiesta R5
- Rajd Waldviertel (Austria) 1. miejsce Subaru Impreza R4
- Rajd Barbórka Warszawska 1. miejsce Subaru Impreza R4

### Sezon 2014
- ERC Rajd Janner (Austria) wypadek po awarii samochodu Ford Fiesta R5
- ERC Rajd Liepaja (Łotwa) 4.miejsce Ford Fiesta R5
- ERC Rajd Akropolu (Grecja) 3.miejsce Ford Fiesta R5

### Sezon 2015
- ERC Rajd Janner (Austria) Ford Fiesta R5 – 1. miejsce
- ERC Rajd Lipawy (Łotwa) Ford Fiesta R5
- ERC Rajd Irlandii (Wielka Brytania) Ford Fiesta R5 – 2. miejsce
- ERC Rajd Azorów (Portugalia) Ford Fiesta R5 – 2. miejsce
- ERC Rajd Estonii (Estonia) Ford Fiesta R5 – 2. miejsce
- ERC Rajd Barum (Czechy) Ford Fiesta R5 – 3. miejsce
- ERC Rajd Cypru (Cypr) Ford Fiesta R5 – 1. miejsce
- ERC Rajd Akropolu (Grecja) Ford Fiesta R5 – 1. miejsce

### Sezon 2016
- ERC Rajd Wysp Kanaryjskich (Hiszpania) Ford Fiesta R5 – 2. miejsce
- ERC Rajd Irlandii (Wielka Brytania) Ford Fiesta R5 – 2. miejsce
- ERC Rajd Akropolu (Grecja) Ford Fiesta R5 – 8. miejsce
- ERC Rajd Azorów (Portugalia) Ford Fiesta R5 – 3. miejsce
- WRC Rajd Polski (Polska) Ford Fiesta R5 – 16. miejsce; 4. miejsce w klasie WRC2
- ERC Rajd Estonii (Estonia) Ford Fiesta R5 – 2. miejsce
- ERC Rajd Rzeszowski (Polska) Ford Fiesta R5 – 1. miejsce
- ERC Rajd Barum (Czechy) Ford Fiesta R5 – 47. miejsce
- ERC Rajd Lipawy (Łotwa) Ford Fiesta R5 – 4. miejsce

### Sezon 2017
- ERC Rajd Azorów (Portugalia) Ford Fiesta R5 – 27. miejsce
- ERC Rajd Wysp Kanaryjskich (Hiszpania) Ford Fiesta R5 – 2. miejsce
- ERC Rajd Akropolu (Grecja) Ford Fiesta R5 – 1. miejsce
- ERC Rajd Cypru (Cypr) Ford Fiesta R5 - 15. miejsce
- ERC Rajd Rzeszowski (Polska) Ford Fiesta R5 – 2. miejsce
- ERC Rajd Barum (Czechy) Ford Fiesta R5 – 5. miejsce
- ERC Rajd Rzymu (Włochy) Ford Fiesta R5 - 2. miejsce
- ERC Rajd Lipawy (Łotwa) Ford Fiesta R5

### Sezon 2018
- WRC2 Rajd Sardynii (Włochy) Ford Fiesta R5 - 7.  miejsce
- WRC2 Rajd Niemiec (Niemcy) Ford Fiesta R5 - 5. miejsce
- WRC2 Rajd Turcji (Turcja) Ford Fiesta R5  - 4. miejsce
- WRC2 Rajd Katalonii (Hiszpania) Ford Fiesta R5 - 4. miejsce

### Sezon 2019
- WRC2 Rajd Korsyki (Francja) Volkswagen Polo GTI R5 - 3.  miejsce
- WRC2 Rajd Argentyny (Argentyna) Volkswagen Polo GTI R5
- WRC2 Rajd Sardynii (Włochy) Škoda Fabia R5 - 2.  miejsce
- WRC2 Rajd Niemiec (Niemcy) Volkswagen Polo GTI R5  - 3. miejsce
- WRC2 Rajd Turcji (Turcja) Ford Škoda Fabia R5 - 1.  miejsce
- WRC2 Rajd Walii (Wielka Brytania) Volkswagen Polo GTI R5  - 13. miejsce
- WRC2 Rajd Katalonii (Hiszpania) Volkswagen Polo GTI R5  - 3. miejsce

### Sezon 2020
- WRC3 Rajd Meksyku (Meksyk) Škoda Fabia Rally2 evo - 4. miejsce
- WRC3 Rajd Estonii (Estonia) Škoda Fabia Rally2 evo
- WRC3 Rajd Turcji (Turcja) Škoda Fabia Rally2 evo - 1. miejsce
- WRC3 Rajd Sardynii (Włochy) Škoda Fabia Rally2 evo - 2. miejsce
- WRC3 Rajd Monza (Włochy) Škoda Fabia Rally2 evo  - 5. miejsce

### Sezon 2021
- WRC3 Rajd Chorwacji (Chorwacja) Škoda Fabia Rally2 evo - 1. miejsce
- WRC3 Rajd Portugalii (Portugalia) Škoda Fabia Rally2 evo - 1. miejsce
- WRC3 Rajd Sardynii (Włochy) Škoda Fabia Rally2 evo - 8. miejsce
- WRC3 Rajd Estonii (Estonia) Škoda Fabia Rally2 evo - 2. miejsce
- WRC3 Rajd Akropolu (Grecja) Škoda Fabia Rally2 evo - 1. miejsce
- WRC3 Rajd Katalonii (Hiszpania) Škoda Fabia Rally2 evo - 2. miejsce
- WRC3 Rajd Monza (Włochy) Škoda Fabia Rally2 evo  - 3. miejsce

### Sezon 2022
- WRC2 Rajd Chorwacji (Chorwacja) Škoda Fabia Rally2 evo - 2. miejsce
- WRC2 Rajd Portugalii (Portugalia) Škoda Fabia Rally2 evo - 2. miejsce
- WRC2 Rajd Safari (Kenia) Škoda Fabia Rally2 evo - 1. miejsce
- WRC2 Rajd Estonii (Estonia) Škoda Fabia Rally2 evo - 5. miejsce
- WRC2 Rajd Nowej Zelandii (Nowa Zelandia) Škoda Fabia Rally2 evo - 2. miejsce
- WRC2 Rajd Katalonii (Hiszpania) Škoda Fabia Rally2 evo - 6. miejsce
- WRC2 Rajd Japonii (Japonia) Škoda Fabia Rally2 evo - wypadek, uszkodzenie klatki bezpieczeństwa

### Sezon 2023
- WRC2C Rajd Meksyku (Meksyk) Škoda Fabia Rally2 evo - 1.miejsce, 4. miejsce w WRC2
- WRC2C Rajd Sardynii (Włochy) Škoda Fabia RS Rally2 - 1. miejsce, 3. miejsce w WRC2
- WRC2C Rajd Safari (Kenia) Škoda Fabia Rally2 evo - 1. miejsce, 1. miejsce w WRC2
- WRC2C Rajd Akropolu (Grecja) Škoda Fabia RS Rally2 - 2. miejsce, 6. miejsce w WRC2
- WRC2C Rajd Chile (Chile) Škoda Fabia RS Rally2 - uszkodzone tylne zawieszenie
- WRC2C Rajd Europy Centralnej (Czechy, Austria, Niemcy) Škoda Fabia RS Rally2 - 3. miejsce, 3. miejsce w WRC2
- WRC2C Rajd Japonii (Japonia) Škoda Fabia RS Rally2 - 2. miejsce, 3. miejsce w WRC2

### Sezon 2024
- WRC2C Rajd Safari (Kenia) Škoda Fabia RS Rally2 - 1. miejsce, 3. miejsce w WRC2
- WRC2C Rajd Sardynii (Włochy) Škoda Fabia RS Rally2 - 4. miejsce, 5. miejsce w WRC2
- WRC2C Rajd Polski (Polska) Škoda Fabia RS Rally2 - 15. miejsce, 19. miejsce w WRC2
- WRC2C Rajd Akropolu (Grecja) Škoda Fabia RS Rally2 - 3. miejsce, 4. miejsce w WRC2
- WRC2C Rajd Chile (Chile) Škoda Fabia RS Rally2 - 2. miejsce, 5. miejsce w WRC2
- WRC2C Rajd Europy Centralnej (Czechy, Austria, Niemcy) Škoda Fabia RS Rally2 - 4. miejsce, 4 miejsce w WRC2
- WRC2C Rajd Japonii (Japonia) Škoda Fabia RS Rally2 - 4. miejsce, 4. miejsce w WRC2

## Wyniki wRajdowych Mistrzostwach Europy
| Rok  | Zespół           | Samochód       | 1      | 2      | 3     | 4      | 5      | 6     | 7     | 8      | 9     | 10     | 11     | Pkt. | Msc. |
| ---- | ---------------- | -------------- | ------ | ------ | ----- | ------ | ------ | ----- | ----- | ------ | ----- | ------ | ------ | ---- | ---- |
| 2014 | Lotos Rally Team | Ford Fiesta R5 | AUT NU | LVA 4  | GRE 3 | IRL -  | POR NU | BEL - | EST - | CZE 6  | CYP 2 | CHE NU | FRA NU | 100  | 4    |
| 2015 | Lotos Rally Team | Ford Fiesta R5 | AUT 1  | LVA NU | IRL 2 | POR 2  | BEL -  | EST 2 | CZE 3 | CYP 1  | GRE 1 | SWI –  | –      | 230  | 1    |
| 2016 | Lotos Rally Team | Ford Fiesta R5 | ESP 2  | IRL 2  | GRE 8 | POR 3  | BEL -  | EST 2 | POL 1 | CZE 47 | LVA 4 | CYP -  | –      | 181  | 1    |
| 2017 | Lotos Rally Team | Ford Fiesta R5 | POR 27 | ESP 2  | GRE 1 | CPR 14 | POL 2  | CZE 5 | ITA 2 | LVA NU | –     | –      | –      | 145  | 1    |

– W sezonie 2014 końcowa punktacja była przydzielana według klucza: 4 najlepsze wyniki z pierwszych sześciu eliminacji oraz 4 najlepsze wyniki z drugich sześciu eliminacji. Jeden rajd został odwołany.
– W sezonie 2015 do końcowej punktacji wlicza się 7 najlepszych wyników z 10 eliminacji.

## Wyniki wRajdowych Mistrzostwach Świata-WRC2
| Sezon | Zespół                   | Samochód               | 1      | 2       | 3      | 4         | 5          | 6          | 7          | 8         | 9         | 10       | 11              | 12              | 13        | 14               | 15 | 16 | Punkty | Miejsce |
| ----- | ------------------------ | ---------------------- | ------ | ------- | ------ | --------- | ---------- | ---------- | ---------- | --------- | --------- | -------- | --------------- | --------------- | --------- | ---------------- | -- | -- | ------ | ------- |
| 2018  | Lotos Rally Team         | Ford Fiesta R5         | Monako | Szwecja | Meksyk | Francja   | Argentyna  | Portugalia | 7          | Finlandia | 5         | 4        | Wielka Brytania | 4               | Australia |                  |    |    | 40     | 10.     |
| 2019  | Lotos Dynamic Rally Team | Volkswagen Polo GTI R5 | Monako | Szwecja | Meksyk | 3         | NU         | Chile      | Portugalia | 2         | Finlandia | 3        | 1               | 12              | 3         | Australia        |    |    | 88     | 2.      |
| 2022  | LOTOS Rally Team         | Škoda Fabia Rally2 evo | Monako | Szwecja | 2      | 2         | Włochy     | 1          | 5          | Finlandia | Belgia    | Grecja   | 2               | 6               | NU        |                  |    |    | 104    | 3.      |
| 2023  | ORLEN Rally Team         | Škoda Fabia RS Rally2  | Monako | Szwecja | 4      | Chorwacja | Portugalia | 3          | 1          | Estonia   | Finlandia | 6        | NU              | 3               | 3         |                  |    |    | 95     | 5.      |
| 2024  | ORLEN Rally Team         | Škoda Fabia RS Rally2  | Monako | Szwecja | 3      | Chorwacja | Portugalia | 5          | 19         | Łotwa     | Finlandia | 4        | 5               | 4               | 5         |                  |    |    | 69     | 5.      |
| 2025  | ORLEN Rally Team         | Toyota GR Yaris Rally2 | Monako | Szwecja | 6      | Hiszpania | Portugalia | Włochy     | Grecja     | Estonia   | Finlandia | Paragwaj | Chile           | Unia Europejska | Japonia   | Arabia Saudyjska |    |    | 8      | 15.     |

## Wyniki wRajdowych Mistrzostwach Świata-WRC3
| Sezon | Zespół           | Samochód           | 1      | 2         | 3 | 4  | 5 | 6     | 7 | 8      | 9 | 10        | 11 | 12 | 13 | 14 | 15 | 16 | Punkty    | Miejsce |
| ----- | ---------------- | ------------------ | ------ | --------- | - | -- | - | ----- | - | ------ | - | --------- | -- | -- | -- | -- | -- | -- | --------- | ------- |
| 2020  | LOTOS Rally Team | Škoda Fabia R5 Evo | Monako | Szwecja   | 4 | NU | 1 | 2     | 5 |        |   |           |    |    |    |    |    |    | 65        | 3.      |
| 2021  | LOTOS Rally Team | Škoda Fabia R5 Evo | Monako | Finlandia | 1 | 1  | 8 | Kenia | 2 | Belgia | 1 | Finlandia | 2  | 3  |    |    |    |    | 127 (153) | 2.      |

* - Sezon w trakcie.
źródło:

## Życie osobiste
W 2012 wystąpił gościnnie w jednym z odcinków serialu TVP2 M jak miłość. W 2016 gościł w programie Kuba Wojewódzki. W 2017 udzielił wywiadu rzeki Krzysztofowi Pyzi, z którego powstała książka „Kajto. Jadę po swoje”. 19 stycznia 2023 poślubił Anetę Podżorską, architektkę wnętrz, z którą ma dwoje dzieci: córkę Orianę (ur. 2017) i syna Gracjana (ur. 2020).